# Frano Gjini
Frano Gjini (* 20. Februar 1886 in Shkodra; † 11. März 1948) war ein albanischer Geistlicher und römisch-katholischer Bischof von Lezha. Er gehört zur Gruppe der Achtunddreißig Märtyrer von Albanien und wird als Seliger verehrt.

## Leben
Frano Gjini, Sohn von Tuk und Drande Grashi, studierte am Päpstlichen Seminar in Shkodra, danach am Collegio de Propaganda Fide in Rom. Am 25. Juni 1908 empfing er die Priesterweihe für das Erzbistum Shkodra.
Papst Pius XI. ernannte ihn am 29. Juni 1930 zum Abt der Territorialabtei Orosh. Vier Tage später wurde er zum Titularbischof von Semta ernannt. Die Bischofsweihe spendete ihm der Erzbischof von Shkodra, Lazër Mjeda, am 28. Oktober desselben Jahres.
Ab 1945 nahm er als Apostolischer Delegat zusätzlich die Vertretung des Heiligen Stuhls in Albanien wahr.
Am 4. Januar 1946 ernannte ihn Papst Pius XII. zum Bischof von Lezha. Am 15. November 1946 verhafteten die mittlerweile in Albanien herrschenden Kommunisten Gjini wegen „Spionage für den Vatikan“. Außerdem wurde ihm vorgeworfen, an einem angeblich britisch organisierten Aufstand in Postriba beteiligt gewesen zu sein. Nach Einzelhaft und schweren Misshandlungen, darunter Eintauchen in gefrorenes Wasser, Elektroschocks und Fesseln der Gliedmaße, wurde er schließlich erschossen. Seine letzten Worte waren „Es lebe Christus der König! Albanien wird leben, auch wenn wir sterben.“

## Seligsprechung
Am 10. November 2002 eröffnete das Erzbistum Shkodra-Pult den Prozess zur Seligsprechung Frano Gjinis und weiterer siebenunddreißig Verfolgter. Am 26. April 2016 erkannte Papst Franziskus das Martyrium der Glaubenszeugen an. Die Seligsprechung nahm der Kardinalpräfekt der Kongregation für die Selig- und Heiligsprechungsprozesse, Angelo Amato, am 5. November 2016 im Auftrag von Papst Franziskus in Shkodra vor.